# Michiyo Fujimaru
Michiyo Fujimaru –en japonés, 藤丸 真世, Fujimaru Michiyo– (Tokio, 6 de abril de 1979) es una deportista japonesa que compitió en natación sincronizada.
Participó en los Juegos Olímpicos de Atenas 2004, obteniendo una medalla de plata en la prueba de equipo. Ganó tres medallas en el Campeonato Mundial de Natación, en los años 2001 y 2003.

## Palmarés internacional
| Juegos Olímpicos   | Juegos Olímpicos   | Juegos Olímpicos | Juegos Olímpicos  |
| Año                | Lugar              | Medalla          | Prueba            |
| ------------------ | ------------------ | ---------------- | ----------------- |
| 2004               | Atenas (Grecia)    | Medalla de plata | Equipo            |
| Campeonato Mundial |                    |                  |                   |
| Año                | Lugar              | Medalla          | Prueba            |
| 2001               | Fukuoka (Japón)    | Medalla de plata | Equipo            |
| 2003               | Barcelona (España) | Medalla de oro   | Combinación libre |
| 2003               | Barcelona (España) | Medalla de plata | Equipo            |